# Ortografia dell'esperanto
L'alfabeto dell'esperanto è composto di ventotto lettere ed è molto simile a quello italiano, con qualche differenza:
| A | B | C | Ĉ | D | E | F | G | Ĝ | H | Ĥ | I | J | Ĵ | K | L | M | N | O | P | R | S | Ŝ | T | U | Ŭ | V | Z |
| a | b | c | ĉ | d | e | f | g | ĝ | h | ĥ | i | j | ĵ | k | l | m | n | o | p | r | s | ŝ | t | u | ŭ | v | z |

Non esiste infatti la lettera q, ma esistono le lettere j, k, come nell'alfabeto inglese, e le lettere ĉ, ĝ, ĥ, ĵ, ŝ, ŭ, tipiche soltanto dell'alfabeto esperanto. In esperanto l'accento sulle lettere ĉ, ĝ, ĥ, ĵ, ŝ viene chiamato comunemente ĉapeleto ('cappelletto') e quello sulla lettera sulla ŭ viene chiamato hoko ('gancio').

## Pronuncia
Tutte le lettere dell'esperanto si pronunciano come in italiano, tranne quelle elencate nella seguente tabella:
| Lettera | Pronuncia                         |
| ------- | --------------------------------- |
| c       | Come la "z" di "zio"              |
| ĉ       | Come la "c" di "cibo"             |
| g       | Come la "g" di "gara"             |
| ĝ       | Come la "g" di "giro"             |
| h       | Come la "h" dell'inglese "house"  |
| ĥ       | Come il "ch" del tedesco "nach"   |
| j       | Come la "i" di "aia" o di "mai"   |
| ĵ       | Come la "j" del francese "je"     |
| k       | Come la "c" di "casa"             |
| s       | Come la "s" di "sera"             |
| ŝ       | Come la "sc" di "sci"             |
| ŭ       | Come la "u" di "uovo" o di "auto" |
| z       | Come la "s" di "rosa"             |

Non esistono lettere mute, ogni lettera ha sempre la stessa pronuncia in qualsiasi contesto e l'accento di parola cade sempre sulla penultima sillaba. Le lettere e, o possono pronunciarsi sia chiuse che aperte, ma la pronuncia consigliata è una via di mezzo.